# 富蘭克林鎮區 (密歇根州霍頓縣)
富蘭克林鎮區（英語：Franklin Township）是位於美國密歇根州霍頓縣的一個行政鎮區。

## 地方資料
富蘭克林鎮區的面積為53.60平方千米，當中陸地面積為51.80平方千米，而水域面積為1.80平方千米。根據2020年美國人口普查的數據，當地共有人口1507人，而人口密度為每平方千米28.12人。